# Kloster Wiesensteig

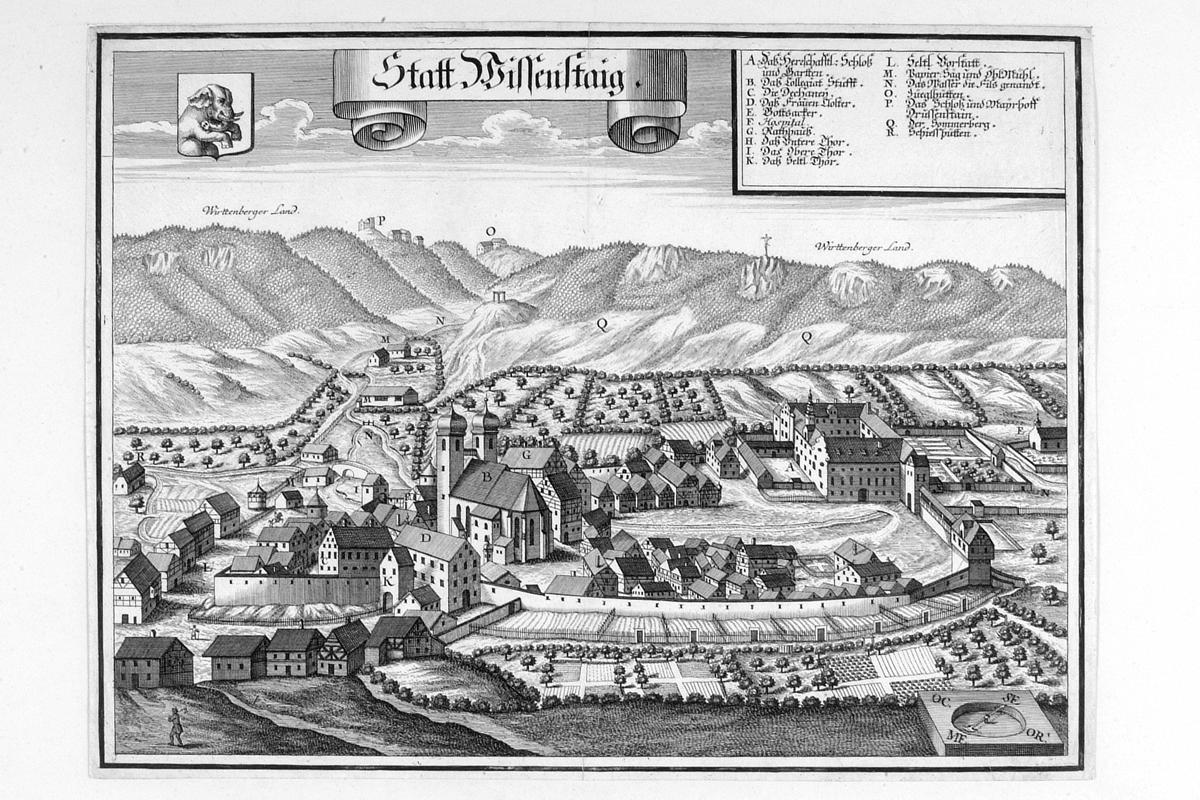
Wiesensteig mit Stift (links, bezeichnet mit B) und Schloss (A) um 1700.

Kloster Wiesensteig war vom 9. bis ins 12. Jahrhundert zunächst ein Benediktinerkloster in Wiesensteig (Landkreis Göppingen, Baden-Württemberg). Es wurde anschließend in ein Kollegiatstift umgewandelt, das bis zur Säkularisation 1803 bestand.
Kloster und Stift trugen das Patrozinium von Cyriacus, das die ehemalige Stifts- und heutige Pfarrkirche St. Cyriakus noch heute innehat.

## Geschichte

### Benediktinerkloster
Der Stiftungsbrief aus dem Jahr 861, in dem das Kloster erstmals erwähnt wird, ist lediglich in zwei unbeglaubigten Abschriften aus dem 16. bzw. 17. Jahrhundert überliefert und stand lange unter Fälschungsverdacht. Sein Inhalt gilt aber heute als plausibel, weil der in der Urkunde benannte Wiesensteiger Gründungskonvent namentlich auch wenig später in einem Gedenkbucheintrag des Klosters Reichenau erscheint.
Laut dieser Urkunde, ausgestellt offenbar anlässlich der Weihe der Klosterkirche durch den Konstanzer Bischof Salomon, gründeten der Adelige Rudolf und sein Sohn Erich auf Bitten Königs Ludwigs des Deutschen das Kloster. Über die familiäre Einordnung der Gründer ist oft spekuliert worden, sicher ist lediglich, dass sie in engem Verhältnis zum ostfränkischen Königtum standen. Darüber hinaus erwähnt die Urkunde ein konzentriertes Dotationsgut um Wiesensteig. Fernbesitz ist in Weinheim an der Bergstraße nachgewiesen. Das hier erstmals in Alamannien belegte Cyriacus-Patrozinium könnte daher über das Weinheim benachbarte Kloster Lorsch, das darüber hinaus in vielen Orten der Gründungsausstattung Wiesensteigs begütert war, und das Wormser Cyriakusstift vermittelt worden sein.
In einem größeren Rahmen dürfte die Gründung (wie auch die des nahe gelegenen Stifts Faurndau) der herrschaftlichen Durchdringung von Nord-Alamannien gedient haben, das im Gegensatz zum Süden, insbesondere zum Bodenseeraum mit den großen Reichsklöstern St. Gallen und Reichenau, zu diesem Zeitpunkt weniger erschlossen war.
100 Jahre später befindet sich Wiesensteig unter den Eigenklöstern des Augsburger Bischofs Ulrich. Das Kloster gelangte höchstwahrscheinlich nicht als Erbgut der Gründerfamilie, sondern als königliches Lehen Mitte des 10. Jahrhunderts an das Bistum.

#### Namentlich bekannte Äbte
- Tutaman, 861
- Ratpot, um 865

### Kollegiatstift
Wann das Benediktinerkloster in ein Kollegiatstift umgewandelt wurde, ist unklar. 1130 ist der erste Stiftspropst urkundlich fassbar. Da die Verbindung zu Bistum Augsburg noch bis Ende des Alten Reiches erhalten blieb – so waren beispielsweise die Wiesensteiger Pröpste qua Amt Mitglied des Domkapitels –, dürfte der Augsburger Bischof bei dieser Umwandlung einer der Initiatoren gewesen sein. Konkreter Anlass könnten Zerstörungen im Zuge des Investiturstreits gewesen sein.

## Bauten
Bauliche Befunde aus der Benediktinerzeit fehlen. Ob die romanischen Teile der heutigen Stiftskirche St. Cyriakus (Krypta, Unterbau der Westtürme) noch in klösterlicher Zeit oder erst zu Stiftszeiten entstanden, ist unklar.